# رون كولير
رون كولير هو عازف جاز وملحن كندي، ولد في 3 يوليو 1930 في Coleman, Alberta ‏ في كندا، وتوفي في 22 أكتوبر 2003 في تورونتو في كندا.

## وصلات خارجية
- رون كولير على موقع IMDb (الإنجليزية)
- رون كولير على موقع ميوزك برينز (الإنجليزية)
- رون كولير على موقع ديسكوغز (الإنجليزية)
- رون كولير على موقع قاعدة بيانات الفيلم (الإنجليزية)